# Joan Trochut
Joan Trochut Blanchard (Caldes de Montbui, 31 de julio de 1920 – Barcelona, 5 de diciembre de 1980) fue un tipógrafo español, considerado figura clave en el campo de las artes gráficas españolas del siglo XX. Es abuelo de Alex Trochut.

## Biografía
Hijo de unos emigrantes franceses, Etienne Trochut Bachmann y Marie Blanchard, instalados primero en Caldes de Montbui y posteriormente en Barcelona; Joan Trochut nació en 1920 en Caldes de Montbui, poco antes de que sus padres se trasladasen a la ciudad condal.
Su formación se vio claramente influida por el trabajo de su padre, que había adquirido fama en la ciudad, quien había sido el autor del álbum ADAM (Archivo Documentario de Arte Moderno), en el que describía cuáles eran las diferentes posibilidades que ofrecía la imprenta y hacía hincapié en la importancia a la hora de utilizar tipos para dar lugar a ornamentaciones, promocionando el uso de la tipografía. Asimismo, otra influencia destacable en su aprendizaje fue la del pintor Francisco Domingo, su mentor en la pintura y el dibujo.
Se introdujo en el mundo profesional de la mano de su padre, y junto con él y Guinart y Pujolar crearon la imprenta más prestigiosa de Barcelona, conocida como SADAG (Sociedad Alianza de Artes Gráficas). En los años de la Guerra Civil Española, se dejó de lado la imprenta porque la familia Trochut se tuvo que trasladar a Vallvidrera. En esos años, Joan trabajó dando forma a su tipografía conocida como Juventud, aunque no se editaría hasta años más tarde.
Tras el conflicto, regresaron a Barcelona y retomaron las riendas de la imprenta. En ella se editó el NOVADAM, la segunda edición del citado Archivo de Arte Moderno y en el que se encontraba, como principal novedad, la tipografía Super Tipo Veloz, que permitía reducir los costes de producción y diseñar logotipos, marcas comerciales e ilustraciones propias.
En 1947, con motivo de la tercera publicación del álbum NOVADAM, se presentó en sociedad la tipografía Juventud, además de publicar diferentes alfabetos que habían sido creados partiendo del sistema tipográfico generado desde la Super Tipo Veloz. A partir de entonces, el reconocimiento de Joan Trochut no fue sólo a nivel nacional, sino que traspasó fronteras, recogiendo su labor en diferentes artículos y publicaciones, siendo invitado a impartir charlas y conferencias en escuelas de artes y oficios y universidades, además de ser objeto de diferentes premios. La Association Typographique Internationale le invitó para que ostentase el cargo de vocal y delegado de España en el año 1958, y además colaboró con personajes del mundo del diseño tan destacados como Will Burtin, J. Muller-Brockmann o Hermann Zapf.
En la década de los cincuenta, la imprenta adquiere su punto álgido. Se publicó, en 1952, la cuarta publicación del NOVADAM, siendo éste el último en ver la luz. Desde los años sesenta en adelante, con la aparición de la impresión offset, el negocio fue menguando hasta que desapareció.
El 5 de diciembre de 1980 falleció en Barcelona.